# L'Écho de Paris
L'Écho de Paris ("O Eco de Paris" em tradução livre) foi um jornal diário francês criado durante a Terceira República, publicado a partir de 12 de março de 1884, com uma orientação bastante conservadora e patriótica. Seu proprietário era o abastado Edmond Blanc (1856-1920).

## História

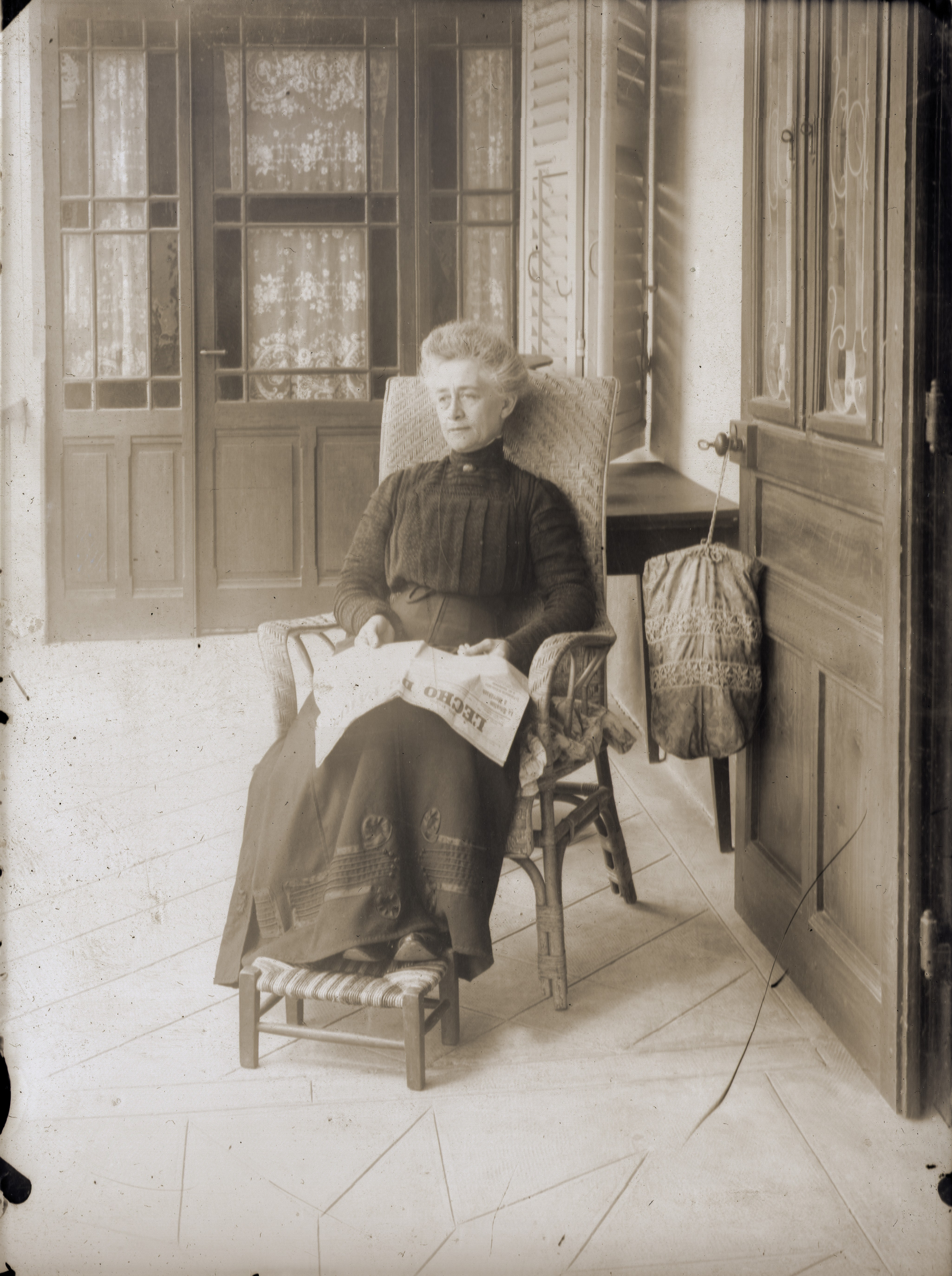
Uma leitora do Écho de Paris.

L'Écho de Paris foi fundada em 12 de março de 1884 por Valentin Simond. Inicialmente um jornal matutino, tornou-se um jornal vespertino em 1885, e voltou a ser um jornal matutino em 1888. Aurélien Scholl foi seu principal editor desde o início e formou com Simond a dupla que fez o sucesso do jornal. Henry Simond definiu seu diário da seguinte forma: "Um jornal diário cujo leitor é um padre, pai ou irmão de um padre, e o leitor é uma senhora enlutada que tem seu filho em Saint-Cyr".
Octave Mirbeau colaborou lá durante a década de 1880 e publicou em série seus romances Sébastien Roch (1890), Diário de uma Criada de Quarto (1891) e Dans le ciel (1892-1893). O radical Georges Clemenceau escreveu ali alguns artigos em 1897, pouco antes de participar do Caso Dreyfus. Nesses mesmos anos, o editor de política externa do diário foi o jornalista americano Henry Vignaud.
Foi no L'Écho de Paris que a Pesquisa sobre a evolução literária de Jules Huret apareceu em 1891. Um suplemento ilustrado, L'Écho de la semaine, apareceu entre 1897 e 1899. Após o desastre de Courrières (1906), a greve se espalhando, L'Écho de Paris, entrou em pânico, com a manchete "Rumo à Revolução".
No final da Primeira Guerra Mundial, no outono de 1918, como outros jornais de direita (Le Matin, L'Action française, etc.), o L'Écho de Paris demonstrou a sua atitude obstinada, defendendo a marcha sobre Berlim para assinar o armistício. No ano seguinte, porém, ele apoiou o presidente do Conselho, Clemenceau, na conferência de paz, na esperança de colocar a Alemanha de joelhos para sempre.
Na década de 1930, este jornal literário e político conservador (tarde e depois manhã), era próximo da Liga dos Patriotas de Paul Déroulède, depois de 1936 do Partido Social Francês . Ele denuncia o renascimento do perigo alemão. Seu editor-chefe foi Henri de Kérillis, um aviador veterano da Grande Guerra. O chefe da seção de Relações Exteriores foi André Géraud (Pertinax), e chefe da seção de espetáculos foi Paul Gordeaux, auxiliado por Pierre Lazareff. Havia outros escritores, como Raymond Cartier, Henry Bordeaux, ou mesmo Jérôme e Jean Tharaud. Em abril de 1937, Henri de Kerillis atacou Cécile Brunschvicg, provocando um protesto de Germaine Malaterre-Sellier ao diretor do L'Écho de Paris. O futuro presidente François Mitterrand foi responsável pela seção “La Vie des étudiants” de julho de 1936 a julho de 1937.
Intitulado Écho de Paris até 28 de março de 1938, recebeu o nome de Le Jour-Écho de Paris devido à sua fusão com o jornal Le Jour, cujo primeiro número datava de 4 de outubro de 1933. A partir de 12 de junho de 1940, o jornal foi publicado na Zona Sul (Poitiers, Clermont-Ferrand, Marselha, e depois novamente Clermont-Ferrand), depois faliu em 1942.

## Diretores e diretores
- Valentin Simond
- Edmond Blanc (vice-prefeito)
- Paulo Simond
- François Edmond-Blanc (filho de Edmond)
- Henry Simond (1863-1937)

## Colaboradores notáveis

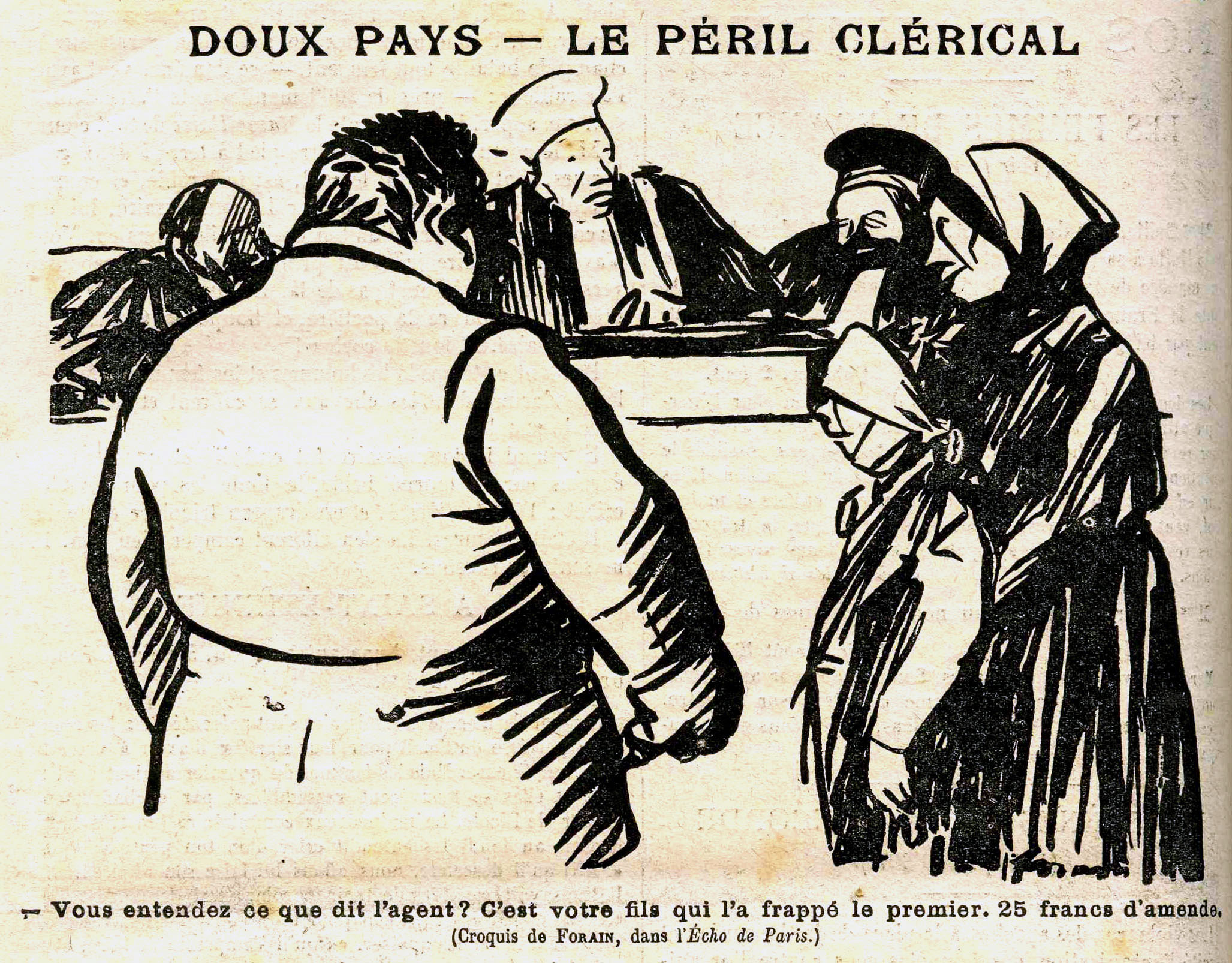
Esboço de Jean-Louis Forain para o Écho de Paris.

- Maurice Barrès
- Édouard de Castelnau
- Jean Delage
- Charles Foleÿ
- Louis Madelin
- Étienne Mairesse
- Guy de Maupassant
- Catulle Mendès
- Octave Mirbeau
- François Mitterrand
- Abel Peyrouton
- Louis Piéchaud
- Jules Poignand (Montjoyeux)
- Adolphe Possien
- Jean Reibrach
- Fernand Sarnette
- Armand Silvestre
- Laurent Tailhade
- Adolphe Tavernier
- Henry Vignaud
- Fernand Xau